# Powerlifting ai Giochi mondiali 2022 - Supermassimi femminile
La gara dei pesi supermassimi femminili di powerlifting ai Giochi mondiali 2022 si è svolta il 10 luglio 2022 a Birmingham.

## Risultati
| Rank | Atleta                | Nazione     | Squat | Squat | Squat | Bench press | Bench press | Bench press | Deadlift | Deadlift | Deadlift | Totale peso | Total punti |
| Rank | Atleta                | Nazione     | 1     | 2     | 3     | 1           | 2           | 3           | 1        | 2        | 3        | Totale peso | Total punti |
| ---- | --------------------- | ----------- | ----- | ----- | ----- | ----------- | ----------- | ----------- | -------- | -------- | -------- | ----------- | ----------- |
|      | Rhaea Stinn           | Canada      | 240.0 | 250.0 | 255.0 | 215.0       | 223.5       | 227.0       | 195.0    | 207.5    | 215.0    | 697.0       | 110.01      |
|      | Bonica Brown          | Stati Uniti | 300.0 | 315.0 | 322.5 | 210.0       | 210.0       | 215.0       | 235.0    | 247.5    | 260.0    | 785.0       | 108.48      |
|      | Tetiana Melnyk        | Ucraina     | 255.0 | 265.0 | 265.0 | 170.0       | 180.0       | 185.0       | 200.0    | 210.0    | 230.0    | 650.0       | 105.63      |
| 4    | Ankie Timmers         | Paesi Bassi | 220.0 | 230.0 | 237.5 | 180.0       | 180.0       | 185.0       | 210.0    | 220.0    | 225.0    | 642.5       | 101.65      |
| 5    | Anna Soerlie Heranger | Norvegia    | 250.0 | 255.0 | 260.0 | 157.5       | 157.5       | 157.5       | 210.0    | 217.5    | 217.5    | 627.5       | 98.92       |
| 6    | Daria Rusanenko       | Ucraina     | 255.0 | 265.0 | 275.5 | 140.0       | 140.0       | 147.5       | 195.0    | 207.5    | 207.5    | 600.0       | 98.42       |
| 7    | Hildeborg Hugdal      | Norvegia    | 245.0 | 252.5 | 257.5 | 217.5       | 228.5       | 228.5       | 175.0    | 185.0    | 195.0    | 681.0       | 96.26       |
| 8    | Valerie von Gleichen  | Germania    | 245.0 | 255.0 | 262.5 | 125.0       | 132.5       | 135.0       | 195.0    | 205.0    | 212.5    | 607.5       | 95.12       |
| 9    | Amalie Larsson        | Danimarca   | 235.0 | 247.5 | 252.5 | 115.0       | 120.0       | 125.0       | 215.0    | 222.5    | 227.5    | 600.0       | 91.48       |
|      | Ielja Strik           | Paesi Bassi | 230.0 | 237.5 | 237.5 | 165.0       | 165.0       | 165.0       | 182.5    | 190.0    | 200.0    | DSQ         | DSQ         |
|      | Christi Rees          | Sudafrica   | 190.0 | 202.5 | 207.5 | 170.0       | 170.0       | 170.0       | 150.0    | 170.0    | 175.0    | DSQ         | DSQ         |